# Ренарс Варславанс
Ренарс Варславанс (латис. Renārs Varslavāns, нар. 23 серпня 2001, Рига) — латвійський футболіст, нападник клубу «Валмієра» і національної збірної Латвії.

## Клубна кар'єра
Народився 23 серпня 2001 року в Ризі. Вихованець футбольної школи клубу «МЕТТА/ЛУ». Дорослу футбольну кар'єру розпочав 2017 року в основній команді того ж клубу, в якій провів три сезони, взявши участь у 32 матчах чемпіонату. 
Своєю грою за цю команду привернув увагу представників тренерського штабу клубу РФШ, до складу якого приєднався 2020 року. Відіграв за цей ризький клуб наступні три сезони своєї ігрової кар'єри. Більшість часу, проведеного у складі РФШ, був основним гравцем атакувальної ланки команди. 2021 року допоміг їй зробити «золотий дубль», вигравши чемпіонат Латвії і Кубок країни. 
До складу «Валмієри» приєднався 2023 року.

## Виступи за збірні
2017 року дебютував у складі юнацької збірної Латвії (U-17), загалом на юнацькому рівні взяв участь у 26 іграх, відзначившись 9 забитими голами.
2020 року провів одну офіційну гру у складі молодіжної збірної Латвії.
2021 року дебютував в офіційних матчах у складі національної збірної Латвії. 10 вересня 2024 року, у своїй десятій грі за національну команду, відкрив лік м'ячам, забитим у її формі, ставши автором єдиного гола у грі Ліги націй УЄФА 2024—2025 проти команди Фарерських островів
| Дата       | Місто       | Господарі | Результат | Гості             | Турнір                               | Голи | Примітки |
| ---------- | ----------- | --------- | --------- | ----------------- | ------------------------------------ | ---- | -------- |
| 7-6-2021   | Дюссельдорф | Німеччина | 7 – 1     | Латвія            | товариський матч                     | -    | 80'      |
| 16-11-2021 | Гібралтар   | Гібралтар | 1 – 3     | Латвія            | Відбір до ЧС 2022                    | -    | 90'      |
| 25-3-2022  | Та-Калі     | Латвія    | 1 – 1     | Кувейт            | товариський матч                     | -    | 46'      |
| 29-3-2022  | Та-Калі     | Латвія    | 1 – 0     | Азербайджан       | товариський матч                     | -    | 72'      |
| 22-3-2023  | Дублін      | Ірландія  | 3 – 2     | Латвія            | товариський матч                     | -    | 71'      |
| 28-3-2023  | Кардіфф     | Уельс     | 1 – 0     | Латвія            | Відбір до ЧЄ 2024                    | -    | 70'      |
| 8-6-2024   | Лієпая      | Латвія    | 0 – 2     | Литва             | Балтійський кубок                    | -    | 62'      |
| 11-6-2024  | Лієпая      | Латвія    | 1 – 0     | Фарерські острови | Балтійський кубок                    | -    | 80'      |
| 7-9-2024   | Єреван      | Вірменія  | 4 – 1     | Латвія            | Ліга націй УЄФА 2024-2025 - 1-й етап | -    | 82'      |
| 10-9-2024  | Рига        | Латвія    | 1 – 0     | Фарерські острови | Ліга націй УЄФА 2024-2025 - 1-й етап | 1    | 80'      |
| Усього     |             | Матчів    | 10        |                   | Голів                                | 1    |          |

## Титули і досягнення
- Чемпіон Латвії (1):

РФШ: 2021
- Володар Кубка Латвії (1):

РФШ: 2021